# Cleveland (Tennessee)
Cleveland es una ciudad ubicada en el condado de Bradley en el estado estadounidense de Tennessee. En el Censo de 2010 tenía una población de 41 285 habitantes y una densidad poblacional de 592,6 personas por km².

## Geografía

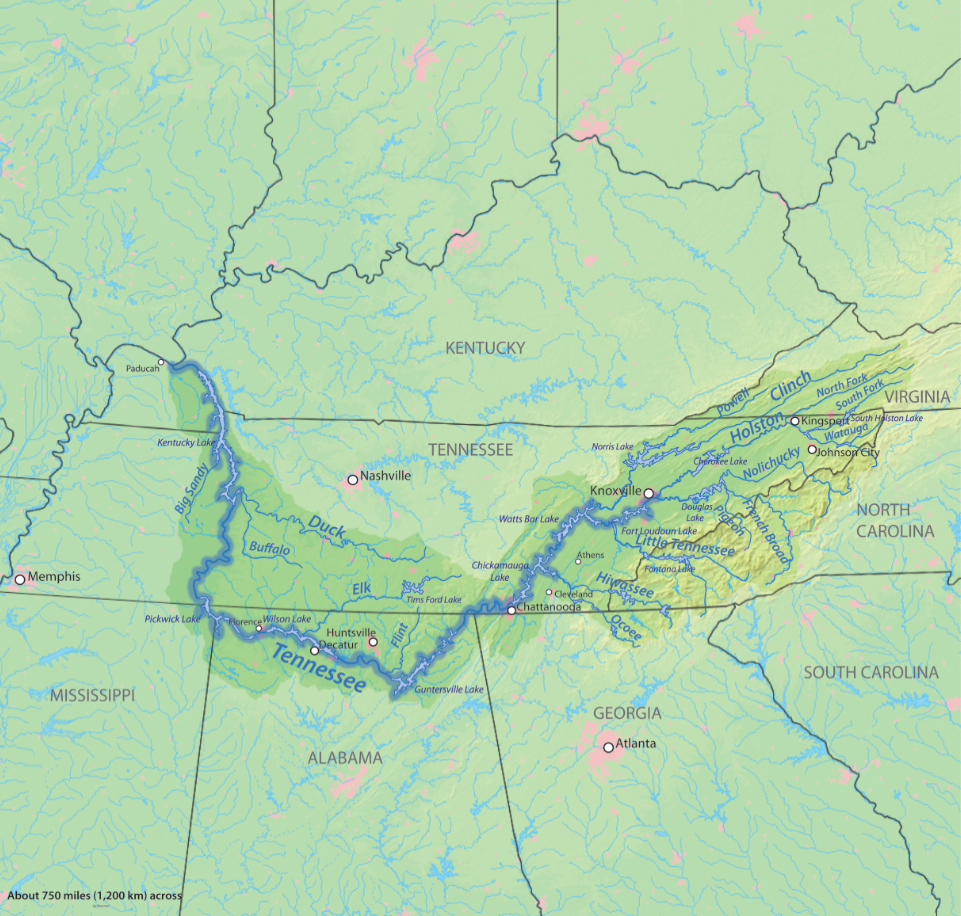
Mapa del río Tennessee en el que está Cleveland, al noreste de Chattanooga

Cleveland se encuentra ubicada en las coordenadas 35°10′56″N 84°52′16″O / 35.18222, -84.87111, a poca distancia al este del río Tennessee, un afluente del Ohio, que a su vez es afluente del Misisipi. Según la Oficina del Censo de los Estados Unidos, Cleveland tiene una superficie total de 69.67 km², de la cual 69.65 km² corresponden a tierra firme y (0.03 %) 0.02 km² es agua.

## Demografía
Según el censo de 2010, había 41 285 personas residiendo en Cleveland. La densidad de población era de 592,6 hab./km². De los 41 285 habitantes, Cleveland estaba compuesto por el 0.08 % blancos, el 0.01 % eran afroamericanos, el 0.4 % eran amerindios, el 1.53 % eran asiáticos, el 0.08 % eran isleños del Pacífico, el 0 % eran de otras razas y el 0 % pertenecían a dos o más razas. Del total de la población el 0.01 % eran hispanos o latinos de cualquier raza.